# سدي أعالي عطبرة وستيت

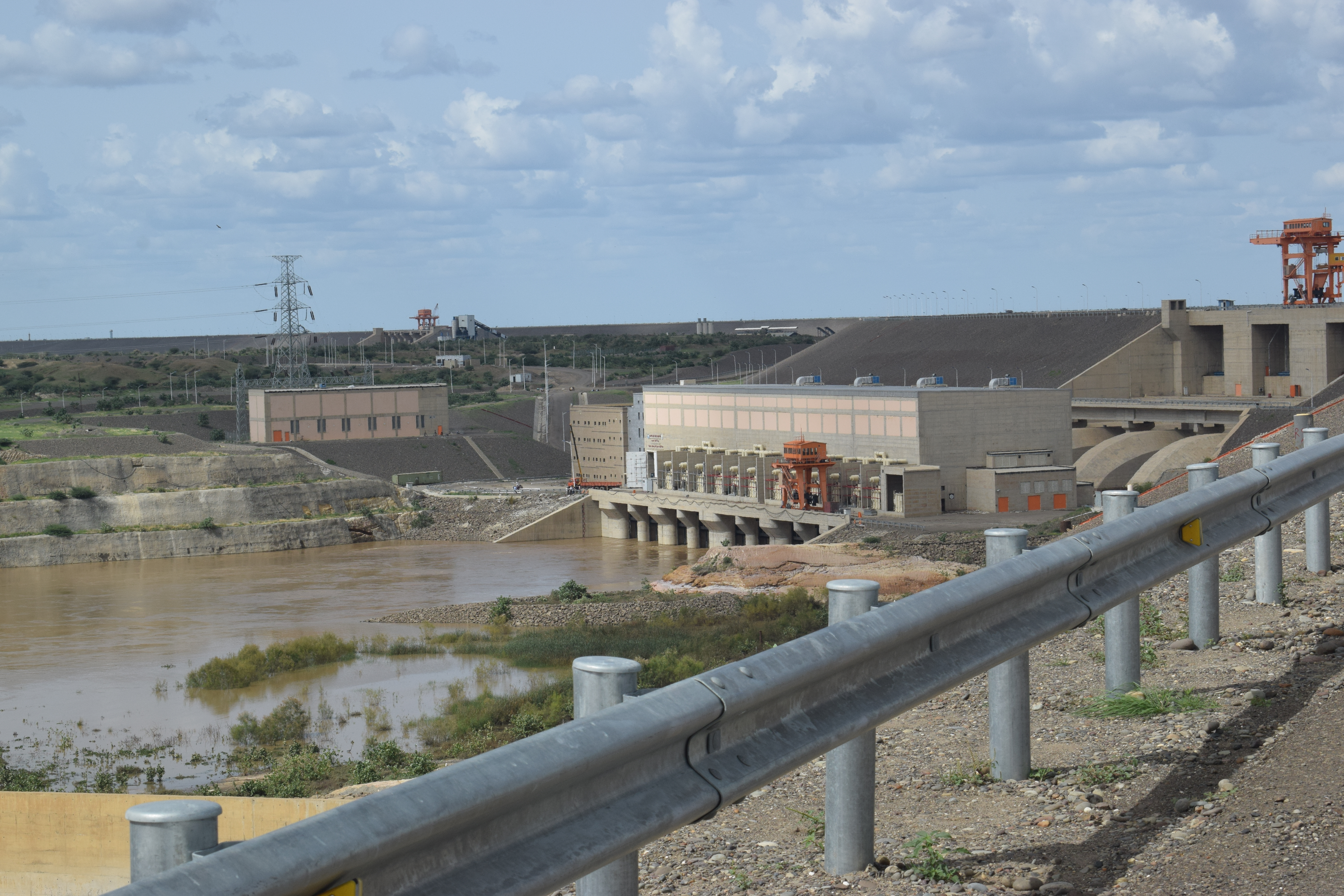
محطة توليد الطاقة الكهرومائية على مجمع سدي أعالي عطبرة وستيت في ولاية القضارف السودانية.

سدي أعالى عَطْبَرَة وسِتَيتْ : مجمع من سدين ترابيين بنواة طينية كهرمائيين وبحيرة تخزين مشتركة، أحدهما يقوم على أعالي نهر عطبرة والآخر على نهر سيتيت في ولايتي كسلا والقضارف بالسودان لتوفير مياه الشرب لمنطقة القضارف ومياه الري لمشروع حلفا الجديدة الزراعي ومشاريع أخرى جديدة متصلة بهما إلى جانب إنتاج الطاقة الكهربائية. ويقع المجمع على بعد 460 كيلومتر من الخرطوم و 20 كيلومتر من مقرن نهري عطبرة وستيت و 80 كيلومتر جنوب خزان خشم القربة. وقد بدأ التخزين التجريبي للسدين في عام 2013 م، ويتوقع اكتمال كافة العمليات فيهما بنهاية عام 2015 م.

## تاريخ الإنشاء
تعود فكرة إنشاء سد في منطقة الرميلة بأعالي نهر عطبرة إلى عام 1946 م بغرض تنمية المنطقة وتزويد مدينة القضارف بمياه الشرب، إلا أن الدراسات الفنية ودراسات الجدوى الاقتصادية للمشروع أُجريت في سبعينيات القرن الماضي من قبل شركة فرنسية بهدف تأمين مخزون من المياه لري مشروع حلفا الزراعي وزيادة الرقعة الزراعية في المنطقة التي تقع ما بعد الخزان بين جسر البطانة وحتى مدخل مدينة كسلا، ومن شرق خط السكة الحديدية المتجه نحو بورتسودان وحتى منطقة قوز رجب القريبة من ولاية نهر النيل . ويعني ذلك توفير مياه الري لحوالي مليون فدان من الأراضي الصالحة للزراعة، وإنتاج حوالي 150 ميغاواط من الكهرباء، على نحو يمكن معه تنمية المنطقة من الناحية الاقتصادية والاجتماعية. و قد اكتملت الدراسات في الفترة ما بين عامي 1982 و 1984 م. وفي عام 2006 بادرت إدارة ولاية كسلا بتجديد معلومات الدراسة للاستفادة منها في تعمير الأراضي الزراعية غير المستغلة بالولاية والتي تقدر بحوالي 500 ألف فدان خاصة بعد تفاقم مشاكل إمدادات الري بمشروع حلفا الزراعي نسبة لانخفاض معدل تخزين بحيرة خشم القربة بنسبة 68% عن سعتها التخزينية جراء الاطماء مع تذبذب تصريف مياه نهري عطبرة وستيت، وتم الاتفاق مع شركة سوجريا Sogrea الفرنسية على تكملة الدراسات الفنية. وفي ديسمبر / كانون الأول 2007 م أعلنت الشركة عن اكتمال الدراسات بشكل نهائي. وبعد عامين من ذلك التاريخ طُرِح المشروع للتمويل.
تضمنت الخطة المنبثقة عن الدراسة بناء سدين واحد في منطقة «البردانة» على نهر ستيت، وآخر في منطقة «الرميلة» على نهر عطبرة، وإنشاء بحيرة تخزينية بسعة 2,7 مليار متر مكعب تمتد حتى منطقة «زهانة» بنهر سيتيت بطول 54 كيلو مترا، وإلى منطقة «سفاوا» على نهر عطبرة بطول 74 كيلو مترا، على أن يتكون جسم كل سد من سد ترابي ذو نواة طينية يتصل بسد ترابي آخر يمتد لمسافة 13 كيلو متر.
ويقام على جسم السد مفيضان لتصريف المياه على الجانب الأيسر لمجرى أعالى نهر عطبرة والضفة اليسرى لنهر سيتيت. فضلاً عن إقامة محطة لإنتاج الكهرباء المائية عند ممر المياه من السد للقناة وذلك من خلال أربعة توربينات من نوع «كابلان » Kaplan الذي تنتجه شركة سيمنيز الألمانية، سعة الواحدة منها 80 ميغاواط ليكون إنتاجها الكلي من الكهرباء 320 ميغاواط، إضافة إلى إنشاء 7 محولات للطاقة 3 منها في البردانة (سد ستيت) و 4 بالرميلة (سد أعالي عطبرة).

## شركات التصميم الهندسي
فاز بمناقصة الأعمال المدنية والهيدروميكانيكية كونسورتيوم يضم مؤسسة الصين العالمية للكهرباء والمياه CWE و شركة المضائق الثلاثة الصينية CTGC في ابريل / نيسان 2010 م ،بينما حصلت شركة لامير العالمي Lahmeyer International الألمانية على عرض تولي الأعمال الاستشارية الخاصة بالمشروع والإشراف على تنفيذه ومراجعة التصاميم، وهي نفس الشركة التي قامت بمراجعة تصاميم سد مروي وأشرفت على تنفيذه، في حين تم الاتفاق مع شركة هاربن لهندسة الطاقة (HPE) الصينية للإضطلاع بالأعمال الكهربائية والميكانيكية، وقامت شركة سوجريا Sogrea الفرنسية بتصميم المشروع وهي الشركة نفسها التي صممت خزان خشم القربة وأشرفت على تنفيذه.

## مجمع سدي أعالي عطبرة وسيتيت
ويتكون من:
1. سد أعالي نهر عطبرة: وهو سد ترابي ارتفاعه 55 متر ، وطوله 13 متر، وأعلى منسوب للمياه فيه 523.3 متر (فوق سطح البحر) ، وأقل منسوب للتشغيل هو 509 متر (فوق سطح البحر)، وله مفيضاً خرسانياً يشتمل على مفرغ للقاع ومحطة لتوليد الكهرباء طاقتها 120 ميغاواط وقناة ترابية مفتوحة تربط بين نهري أعالي عطبرة وستيت. وتشمل الأعمال المصاحبة له إنشاء مشروع أعالي نهر عطبرة الزراعي وطرق وجسر للعبور بين ضفتي النهر.
2. سد نهر ستيت: هو سد ترابي ارتفاعه 50 متر وطوله 13 متر، وأعلى منسوب للمياه فيه هو 523.3 متر، (فوق سطح البحر ) وأقل منسوب يصل إلى 509 متر (فوق سطح البحر) له مأخذا للمياه تبلغ طاقة تصريفه حوالي 180 متر مكعب في الثانية ، ومحطة صغيرة لتوليد الكهرباء تبلغ طاقتها الإجمالية حوالي 15 ميغاواط بالإضافة إلى مفيض خرساني يشتمل على مفرغ للقاع، وتشمل الأعمال المصاحبة له إنشاء مشروع زراعي وطرق وجسر للعبور بين ضفتي النهر، بالإضافة إلى تشييد مطار في مدينة الشواك القريبة من مجمع السدين والذي سيسهم في نقل واردات المشروع وتصدير المنتجات الزراعية والحيوانية بالمنطقة.

## بحيرة التخزين
للسدين بحيرة مشتركة تبلغ مساحتها من جهة سد أعالي عطبرة 150 كيلو متر مربع، ومن ناحية سد ستيت 90 كيلومتر مربع، وتبلغ طاقتها التخزينية من المياه 2,7 مليار متر مكعب من المياه.

## أهداف مشروع مجمع السّدين
- توفير المياه اللازمة لري مشروع حلفا الجديدة الزراعي والتي تقلّصت نتيجة لانخفاض السعة التخزينية لبحيرة خزان خشم القربة من 1.3 مليار متر مكعب إلى حوالي 0.6 مليار متر مكعب نتيجة ترسب الإطماء بالبحيرة.
- تخزين مياه الشرب والري بالبحيرة طوال العام لاستهلاك للمواطنين في المنطقة الواقعة بين السد وحتى مقرن نهر عطبرة عند مدينة عطبرة وكذلك للمناطق الحضرية والريفية بولاية القضارف.
- توفير المياه لري مشروع أعالي عطبرة الزراعي المقترح.
- إنتاج الطاقة الكهربائية بسعة 320 ميغاواط لاستخدامها خلال ساعات الذروة والتي يتم فيها التوليد الهيدرولوكي المائي الصديق للبيئة، بدلاً عن التوليد الحراري مرتفع التكلفة.
- الإسهام في تخفيض ترسب الأطماء ببحيرة خزان خشم القربة.
- إنتاج الأسماك من بحيرة السدين بما يقدر بحوالي 1700 طن سنوياً.
- رفع المستوى الاقتصادي والاجتماعي للمستفيدين من المشروع بإعادة توطينهم وتوفير السكن الملائم لهم وغيره من الخدمات الأساسية كالتعليم والصحة والطاقة الكهربائية والمياه النقيّة وزيادة فرص العمل.[4]

## تكلفة المشروع
تبلغ التكلفة الكلية التقديرية للمشروع حوالي 1990 مليون دولار أمريكي، منها 848 مليون دولار لتغطية تكلفة الأعمال المدنية والمعدات الهيدروميكانيكية.

## فترة تنفيذ المشروع
تبلغ فترة تنفيذ المشروع حوالي 65 شهراً اعتباراً من 15 مايو / أيار 2010 م.

## جهات التمويل
شارك في تمويل المشروع كل من:
- حكومة السودان
- حكومة الجزائر
- حكومة الصين
- الصندوق العربي للإنماء الإقتصادي والإجتماعي.
- الصندوق الكويتي للتنمية الاقتصادية العربية .
- الصندوق السعودي للتنمية.
- البنك الإسلامي للتنمية بجدة.[5]

## آثار قيام السدين
سيسفر بناء مجمع السدين على زيادة رقعة الأرض الزراعية بالمنطقة وإنتاج اضافي للكهرباء وتوفير مياه الشرب لحوالي 7 ملايين نسمة ومياه ريّ الأراضي الزراعية لحوالي 3 ملايين شخص، ويقلل من الفيضانات، بجانب دوره في البنيات التحتية والأساسية وسوف تتأثر بقيام سد ستيت 52 قرية تضم حوالي 109,900 أسرة تأثيراً كلياً أو جزئياً، وسيتم اختيار مواقع جديدة لإعادة توطينها وبناء مساكن لها وإنشاء المشاريع الزراعية والخدمات.